# Сетл
Сетл (SETL; от англ. set language — язык множеств) — язык программирования, ориентированный на работу со множествами, разработанный в конце 1960-х годов группой профессора Нью-йоркского университета Джекоба Шварца.
Синтаксические конструкции языка содержат операции, позволяющие манипулировать со множествами — включение, исключение, проверка принадлежности, кванторы всеобщности и существования, итераторы, позволяющие обрабатывать каждый элемент множества и так далее. Кроме множеств, язык поддерживает работу с упорядоченными множествами — кортежами.
Широкого распространения язык не получил, но был определённый всплеск популярности в 1970-е — 1980-е годы в Советском Союзе: во время визита в СССР в 1972 году Шварц сумел заинтересовать языком ряд разработчиков из Новосибирска, что положило начало нескольким годам сотрудничества между нью-йоркской и новосибирской группами программистов и математиков. В результате язык был реализован на БЭСМ-6, ЕС ЭВМ, НОРД, работы над языком продолжались до 1985—1989 годов, активно применялся в исследованиях по тематике искусственного интеллекта. Идеи Сетла заимствованы в учебном языке Рапира и языке Старсет (ИПС РАН, 1991).
В США язык был реализован на машинах компании Burroughs. Использовался в ранних реализациях компилятора Ады.
Во конце 1990-х годов в Нью-Йоркском университете создана вторая версия языка — SETL2, обратно совместимая с оригинальным вариантом.
Ряд идей языка воплощены в современных языках программирования, среди них — прямой предшественник Python язык ABC.

## Примеры
Одна из особенностей языка — одна из первых реализаций нотации спискового включения; например, для печати всех простых чисел от 2 до N применяется следующее выражение:
```
print
(
[n
 
in
 
[2..N]
 
| forall m in {2..n - 1} |
 
n
 
mod
 
m
 
>
 
0]
)

```

Поддерживается традиционная процедурная нотация, например, для вычисления факториала:
```
procedure
 
factorial
(
n
)
;

   
return
 
if
 
n
 
=
 
1
 
then
 
1
 
else
 
n
 
*
 
factorial
(
n
 
-
 
1
)
 
end
 
if
;

 
end
 
factorial
;

```

при этом благодаря наличию операций свёртки над типами-множествами выражение для факториала можно записать компактно:
```
*/[1..n]

```